# La Perla
La Perla je italská společnost zaměřená na luxusní životní styl, kterou vlastní italský podnikatel Silvio Scaglia prostřednictvím holdingu Pacific Global Management. Původně byla La Perla značkou prádla, která rozšířila svou nabídku do oblasti životního stylu a nabízí plážové oděvy, noční prádlo, tašky, boty a konfekci.
Společnost La Perla založila krejčová Ada Masottiová v Bologni v roce 1954 a stala se jednou z několika mála historicky významných módních domů založených ženami. Ada Masottiová, která se vyučila jako výrobkyně korzetů, dokázala změnit prádlo v módní doplněk.

## Historie

### Založení
Firmu La Perla založila vynikající výrobkyně korzetů Ada Masottiová v roce 1954 v italské Bologni, jejíž tradice výroby hedvábí a textilu se datuje až do 17. století. Při práci v místním ateliéru jí začali přezdívat „zlaté nůžky“, a to díky přesnosti stříhání a dovednostem při šití. Časem Ada Masottiová přenesla své znalosti výroby korzetů na různé druhy prádla, vymýšlela vlastní styly a změnila definici toho, jak se lidé dívají na prádlo a nosí ho.
Jméno společnosti je inspirováno krabičkou vyloženou červeným sametem, podobnou klenotnické krabičce, v níž se dodávaly první kolekce. Díky své dokonalé kulatosti byla perla (italsky la perla) vnímána jako symbol harmonie, luxusu a ženskosti.

### Vývoj
Rodina Masottiových změnila prádlo v oděvní doplněk. Ada Masottiová halila látkou přímo ženské tělo, čímž získala odbornou představu o linii a pohybu. Počínaje 50. lety 20. století, když se v módě začaly zdůrazňovat ženské siluety, hledala Ada Masottiová látky od italských i zahraničních výrobců, jako byla krajka vyráběná na strojích typu Leavers v Calais (tyto krajky jsou označovány jako Dentelle de Calais), a styl vyšívaný v severní Itálii a Švýcarsku.
Aby se firma La Perla přizpůsobila jasným módním stylům 60. let, uvedla na trh kromě tradičních bílých, černých a tělových výrobků řadu prádla založenou na barevných, květinových a kostkovaných vzorech. V 70. letech La Perla uvedla na trh trojúhelníkovou podprsenku z hedvábného žerzeje, která umožňovala volně plynoucí pohyb a odrážela módní důraz na menší poprsí. V roce 1978 La Perla přišla se soupravami prádla ze strečové krajky, které reagovaly na tehdejší módu přiléhavých šatů a přirozeně plynoucích linií.
Během 60. let se zakladatelka rozhodla využít své znalosti ženských tvarů v oblasti plážových oděvů a uvedla na trh svou první kolekci bikin a plavek.

### Mezinárodní expanze
Během období boomu spodního prádla, které bylo charakteristické pro módní scénu 80. let, společnost zahájila mezinárodní expanzi, a to pod vedením syna zakladatelky firmy Alberta Masottiho. Albertovu manželku Olgu Masottiovu najala Ada Masottiová jako návrhářku v roce 1972. Její práce přinesla řadu inovativních výrobků. V roce 1983 uvedla La Perla na trh prádlo typu „under-jacket“, které mělo být vidět pod kostýmky té doby.
Ada Masottiová také vytvořila La Perla Maison, kolekci obsahující řadu prádla z čistého hedvábného saténu s vyšívanými vsadkami a zdobením typu frastaglio, přičemž použila techniku, kterou v ateliéru La Perla švadleny aplikují ručně dodnes. V roce 1994 La Perla uvedla na trh podprsenku Sculpture, která znamenala nový způsob přemýšlení o spodním prádle: elegance již nebyla exkluzivně výsadou materiálů jako krajka a tyl, ale představovaly ji výrobky s harmonickým stylem vyrobené z hladkých a měkkých látek.

### Speciální kolekce
V roce 2004 společnost La Perla vytvořila kolekci s valencienneskou krajkou, jíž oslavila 50. výročí svého založení. Tyto krajky byly vyrobeny na starých mechanických stavech v Calais, nejdůležitějším centru krajek vyráběných na Leaversových strojích na světě.
V roce 2006 měl herec Daniel Craig ve filmu 007 Casino Royale na sobě plavky Grigioperla a tento oděv se stal hitem ve všech buticích společnosti La Perla na celém světě. V roce 2012 uspořádala aukční síň Christie's zvláštní aukci, kterou oslavila 50. výročí první filmové „bondovky“, a plavky z dílny společnosti La Perla se prodaly za 44 450 liber.
La Perla v roce 2007 uvedla na trh korzet Cage Bustier, který na sobě měla Victoria Beckhamová v klipu „Headlines“, písničce k obnovenému sejití Spice Girls. Později na trh přišla celá kolekce Cage, včetně topu Cage, který si získal ocenění kritiků poté, co jej na sobě měla v roce 2014 Beyoncé při svém vystoupení na udělování cen Grammy.
V roce 2011 začala La Perla spolupracovat s francouzským oděvním návrhářem Jeanem Paulem Gaultierem. V tomtéž roce La Perla vstoupila na trh tvarujícího prádla, a to s kolekcí ShapeCouture, která se vyznačovala výraznými střihy, tylovými vsadkami a prostřihávaným zdobením.

### Akvizice a nový rozjezd
V červnu 2013 koupil společnost La Perla v aukci italský podnikatel Silvio Scaglia a Pacific Global Management. Po akvizici společnost zahájila další fázi své existence pomocí nové strategie rozvoje. Ve stejném roce uvedla La Perla řadu „Made to Measure“, která je k dispozici v hlavních buticích firmy La Perla. Služba je zaměřena na několik exkluzivních výrobků, které se stanou jedinečnými, protože jsou šity ručně na míru a personalizovány vyšívaným monogramem. Cenu zvyšuje i výšivka zlatou nití. Výrobky jsou k dispozici jen na objednávku.
První kolekce Atelier společnosti La Perla byla představena během týdne módy Couture v Paříži v roce 2015, což byla první přehlídka značky v Paříži. Aby se návrhy pro kolekci staly realitou, bylo potřeba více než 14 měsíců ručního šití. Přehlídka se konala v Hôtel Salomon de Rothschild a výrobky byly vystaveny v butiku La Perla v Paříži na Rue du Faubourg-Saint-Honoré. Při propagaci jarní/letní kolekce 2015 se na přehlídkovém molu k hvězdám kampaně Izabel Goulart, Sigrid Agren a Ming Xi připojily top supermodelky Naomi Campbell, Isabeli Fontana, Natasha Poly a Lindsey Wixson.

## Výrobky

### Prádlo
Prádlo La Perla je známé svou inspirací korzety a detailním provedením. Mottem zakladatelky firmy Ady Masottiové bylo: „Nikdy se nesmí udělat kompromis v kvalitě a inovacích.“ Mezi pozoruhodné techniky společnosti La Perla a použité materiály patří aplikace frastaglio, krajky tkané na strojích Leavers a vyšívaný tyl.

### Plážové oděvy
Ada Masottiová se vydala do oblasti dámské plážové módy v roce 1965, kdy uvedla na trh první kolekce bikin a plavek.

### Noční oděvy
La Perla vyrábí noční oděvy ze stejných materiálů a ve stejných barvách jako kolekce spodního prádla.

### Dámská konfekce
La Perla oznámila, že se pod vedením kreativní ředitelky Julie Haartové zaměří na nezbytné součásti dámského šatníku a vtělí 62 let znalostí ženské postavy do výroby dámských kostýmů a halenek.

### Oděvy pro muže
V roce 1985 společnost rozšířila své aktivity do oblasti spodního prádla a plavek pro muže. V červnu 2014 společnost La Perla uspořádala první přehlídku mužského prádla na Pitti Uomo ve Florencii, kde představila novou koncepci pánských obleků a plážovou kolekci. Kolekce obsahovala kabátky z palmového vlákna, kimonem inspirované vesty a přiléhavé nohavičkové plavky.

### Tašky a boty
Společnost vyrábí také řady doplňků. Současná kreativní ředitelka Julia Haartová navrhuje od jara/léta 2016 kolekce bot a tašek.

### Parfém
Společnost v roce 1986 rozšířila své aktivity do oblasti parfémů svým prvním parfémem pojmenovaným prostě La Perla.Vůně pro muže nazvaná Grigioperla přišla na trh v roce 1993. Lahvičky vytvořil designér Pierre Dinand.

## Lidé

### Vlastnictví a podíl
Společnost v letech 1954 až 1981 vedla její zakladatelka Ada Masottiová. Její syn Alberto Masotti, který se po získání titulu z medicíny na univerzitě v Bologni rozhodl plně věnovat rodinné firmě, vedl společnost v letech 1981 až 2007. V říjnu 2008 byla společnost La Perla prodána JH Partners, privátní investiční společnosti se sídlem v San Franciscu založené v roce 1986 a zaměřené na investice do firem nabízejících služby a na luxusní značky.
V červnu 2013 společnost La Perla koupil v aukci Silvio Scaglia a Pacific Global Management za 69 milionů EUR (90 milionů USD). Pacific Global Management (PGM) zahrnuje také Elite Model Management a Women Management. Po akvizici společnost znovu zahájila svou činnost pomocí strategie rozvoje zaměřené na konsolidaci identity značky.

### Designéři
Julia Haartová byla jmenována kreativní ředitelkou společnosti La Perla v roce 2016, předtím po dvě sezóny spolupracovala se značkou na doplňcích. Její první kolekce pro jaro/léto 2017 představí nabídku společnosti La Perla z oblasti konfekce. Haartová založila svou stejnojmennou značku bot na zásadě, že i sexy podpatky mohou být pohodlné, což je na design zaměřená filozofie, která se přenáší i do prádla a dámské módy La Perla.

### Butiky
La Perla prodává své kolekce prostřednictvím sítě více než 150 značkových butiků, jak ve vlastnictví firmy, tak na základě franšízy, ve všech velkých městech na celém světě. První butiky La Perla byly v zahraničí otevřeny v roce 1991. Firma má zastoupení také v hlavních obchodních domech a specializovaných obchodech.
V roce 2014 italské architektonické studio Baciocchi Associati, které navrhovalo interiéry pro butiky Miu Miu a Prada, změnilo koncepci interiérů pro globální „vlajkové lodě“ společnosti La Perla. Nový koncept designu přijaly i stávající hlavní obchody jako historické butiky na Sloane Street v Londýně, via Montenapoleone v Miláně a Madison Avenue v New York City, i nové butiky, jako například pětipatrová budova na Old Bond Street v Londýně, butik na Russell Street v Hongkongu a v budově v Aoyama v Tokiu.

### Tištěné publikace
V roce 1997 vedla spolupráce s italským fotografem Marino Parisottem k vydání knihy s fotografiemi pod titulem Senso, kde byly zachyceny nové styly společnosti La Perla. Kniha Senso byla věnována světu výroby korzetů a prádla, jak je vidí žena.
V roce 2012 vydalo nakladatelství Rizzoli v New York City knihu La Perla. Lingerie & Desire, první monografii plně věnovanou značce a jejímu vývoji během téměř 60 let. Některé kapitoly jsou věnovány dějinám výrobků La Perla, marketingu (od prvopočátků, po roce 1960, 1970, 1980 a 1990) a reklamním obrazům, zatímco ostatní jsou spojeny se symbolickými estetickými koncepty jako „Black“, „White“, „Body“, „Inspirations“, „Precious“ a „Eros“.

## Reklamní kampaně
Kampaň pro jaro/léto 2014, kterou nafotili Mert Alas a Marcus Piggott pod uměleckým vedením Fabiena Barona a se stylingem Ludivine Poiblanca, představovala modelky Caru Delevingne, Liu Wen a Malgosiu Bela. Právě tyto tři supermodelky byly vybrány pro představení mnoha aspektů a tváří ženského světa – vůdčího konceptu nové reklamní kampaně společnosti La Perla pro sezónu jaro/léto 2014.
Mert Alas a Marcus Piggott pod uměleckým vedením Fabiena Barona se vrátili, aby vytvořili reklamní kampaň pro kolekci podzim/zima 2014; k protagonistce kampaně jaro/léto 2014 Liu Wen se tentokrát připojily supermodelky Mariacarla Boscono a Daria Strokous. Kampaň začala uvedením nové kolekce La Perla „Made to Measure“ a premiérou exkluzivního filmu nabízejícího pohled do zákulisí firmy a jejích kolekcí.
Kampaní jaro/léto 2015 provázely modelky Izabel Goulart, Sigrid Agren a Ming Xi jako hvězdy kampaní společnosti La Perla a poprvé se k nim připojil mužský protagonista – model Richard Biedul.
Kampaň pro podzim/zimu 2015 byla čtvrtou po sobě jdoucí sezónou, pro niž se La Perla spojila s fotografy Alasem a Piggottem i uměleckým vedoucím Baronem. V kampani se objevily top modelky Liu Wen, Natasha Poly a Isabeli Fontana oblečené do černé krajky.
Kolekce pro jaro/léto 2016 uvedla do kampaně italskou modelku Mariacarlu Boscono, která se připojila k „veteránkám“ Natashe Poly a Liu Wen.
V sezóně podzim/zima 2016 pokračovala spolupráce s fotografy Alasem a Piggottem, tvářemi reklamní kampaně se staly Valery Kaufman, Sasha Luss a Liu Wen.